# Aphelinus hongkongensis
Aphelinus hongkongensis är en stekelart som beskrevs av Hayat 1994. Aphelinus hongkongensis ingår i släktet Aphelinus och familjen växtlussteklar. Inga underarter finns listade i Catalogue of Life.